# The Golden Age (álbum)
The Golden Age —en español: La Edad Dorada— es el primer álbum de estudio del francés cantautor y director Woodkid. Fue lanzado el 18 de marzo de 2013 al sello independiente, Verde Estados Música. Lemoine lanza la portada del álbum oficial a través de un video que él mismo creó el 14 de diciembre de 2012 y lanzado la pista correspondiente de la lista álbum una semana más tarde, el 21 de diciembre de 2012 en su página oficial de Facebook.
Durante una entrevista con NBHAP Lemoine dijo que la infancia es la "The Golden Age" para él.

## Sencillos
Tres canciones que aparecen en el álbum se han lanzado como sencillos:
- "Iron" - Publicado el 28 de marzo de 2011.
- "Run Boy Run" - Publicado el 21 de mayo de 2012.
- "I Love You" - publicado en febrero de 2013 para coincidir con el lanzamiento oficial del álbum.

## Recepción
En Metacritic, el disco tiene una puntuación de 66 sobre 100, basado en 9 críticas.
Logan Smithson, de PopMatters, afirma: "No puede haber ninguna duda contra el hecho de que The Golden Age se siente poderoso. Ya sea más un thriller irreflexivo de Michael Bay o una aventura profunda con los entresijos de Christopher Nolan, definitivamente hay explosiones en abundancia y valores de producción que te mantendrán al borde de tu asiento. No hay muchos discos que suenen como The Golden Age de Woodkid. Si te apetece algo atrevido, con una producción ruidosa y letras poéticas, puede que merezca la pena escuchar The Golden Age. Sólo que puede que no sea una experiencia que se te quede grabada a largo plazo".

## Lista de canciones
| N.º | Título               | Escritor(es)                                         | Duración |  |
| 1.  | «The Golden Age»     | Yoann Lemoine, Dany Héricourt                        | 3:44     |  |
| 2.  | «Run Boy Run»        | Lemoine, Ambroise Willaume                           | 3:33     |  |
| 3.  | «The Great Escape»   | Lemoine, Héricourt, Guillaume Brière                 | 3:17     |  |
| 4.  | «Boat Song»          | Lemoine, Mitchell Yoshida                            | 4:28     |  |
| 5.  | «I Love You»         | Lemoine, Willaume, arranged by Ambroise Willaume     | 3:51     |  |
| 6.  | «The Shore»          | Lemoine                                              | 4:14     |  |
| 7.  | «Ghost Lights»       | Lemoine, arranged by Ambroise Willaume               | 3:41     |  |
| 8.  | «Shadows»            | Lemoine                                              | 2:02     |  |
| 9.  | «Stabat Mater»       | Lemoine, Héricourt, SebastiAn, arranged by SebastiAn | 2:49     |  |
| 10. | «Conquest of Spaces» | Lemoine, Héricourt                                   | 4:30     |  |
| 11. | «Falling»            | Lemoine                                              | 0:44     |  |
| 12. | «Where I Live»       | Lemoine                                              | 4:26     |  |
| 13. | «Iron»               | Lemoine, arranged by Gustave Rudman                  | 3:23     |  |
| 14. | «The Other Side»     | Lemoine, Héricourt, arranged by Ambroise Willaume    | 3:41     |  |

## Posicionamiento en lista
| Lista (2013)              | Posiciones |
| ------------------------- | ---------- |
| Austrian Albums Chart     | 13         |
| Belgian Albums Chart      | 34         |
| Dutch Albums Chart        | 23         |
| French Albums Chart       | 2          |
| German Albums Chart       | 2          |
| Irish Albums Chart        | 74         |
| Italian FIMI Albums Chart | 55         |
| Swiss Albums Chart        | 4          |
| UK Albums Chart           | 38         |
| Billboard 200 (US)        | 133        |